# الفرع (المفلحي)

تعديل مصدري - تعديل

الفرع هي إحدى قرى عزلة المفلحي بمديرية المفلحي التابعة لمحافظة لحج، بلغ تعداد سكانها 251 نسمة حسب تعداد اليمن لعام 2004.